# Database (marketing)
Database, por vezes assumido como sinônimo de Target Marketing, Marketing Direto e Marketing de Relacionamento, é uma ferramenta do marketing que usa de tecnologias da informática à segmentação de grupos de consumidores através da análise do seu perfil e do desenvolvimento de ações dirigidas, permitindo a melhor exploração do público e a descoberta de novos nichos de mercado. Muito mais que um cadastro, é capaz de gerar/proporcionar interatividade e aproximação.